# Landesregierung Haslauer jun. I
Die Landesregierung Haslauer jun. I war die von der Landtagswahl in Salzburg 2013 bis zur Landtagswahl 2018 aktive Salzburger Landesregierung unter Landeshauptmann Wilfried Haslauer. Haslauer ist der Sohn des gleichnamigen Landeshauptmannes von 1977 bis 1989. Die Mitglieder der Landesregierung wurden vom Salzburger Landtag am 19. Juni 2013 mit den 21 Stimmen der Koalitionsparteien ÖVP, Grüne und Team Stronach gegen die 15 Stimmen der Opposition aus SPÖ und FPÖ gewählt. Erstmals seit 1945 ist die SPÖ nicht mehr in der Landesregierung vertreten.
Am 14. Dezember 2015 wurde bekannt gegeben, dass die ÖVP und die Grünen die Koalition mit dem parteifreien Landesrat Hans Mayr fortsetzen, jedoch ohne die Beteiligung des Team Stronach. Am 15. Jänner 2018 erklärte Hans Mayr seinen Rücktritt als Landesrat mit 30. Jänner 2018, die bisherige Landtagspräsidentin Brigitta Pallauf (ÖVP) folgte ihm als Landesrätin nach, Landtagspräsident wurde Josef Schöchl (ÖVP).

## Regierungsmitglieder
| Amt                                                     | Bild | Name                | Partei | Partei | Zuständigkeitsbereiche |
| ------------------------------------------------------- | ---- | ------------------- | ------ | ------ | --- |
| Landeshauptmann                                         |      | Wilfried Haslauer   |        | ÖVP    | Wirtschaft, Tourismus, Arbeitsmarkt, Gemeinden, Bildung, Innere Dienste, Feuerwehrwesen, Sicherheit, Präsidialangelegenheiten, Europa                                |
| 1. Landeshauptmann-Stellvertreterin                     |      | Astrid Rössler      |        | Grüne  | Naturschutz, Umweltschutz, Gewässerschutz, Gewerbeangelegenheiten, Raumordnung, Baurecht                                                                             |
| 2. Landeshauptmann-Stellvertreter                       |      | Christian Stöckl    |        | ÖVP    | Finanzen, Landesliegenschaften und -beteiligungen, Gesundheit und Spitäler                                                                                           |
| Landesrätin                                             |      | Martina Berthold    |        | Grüne  | Kinderbetreuung, Erwachsenenbildung, Universitäten, Forschung, Wissenschaft, Jugend, Familie, Generationen, Integration, Migration, Sport, Frauen, Chancengleichheit |
| Landesrätin                                             |      | Brigitta Pallauf    |        | ÖVP    | Verkehr, Infrastruktur, Wohnbau; seit 31. Jänner 2018, Nachfolgerin von Hans Mayr                                                                                    |
| Landesrat                                               |      | Josef Schwaiger     |        | ÖVP    | Land-, Forst- und Wasserwirtschaft, Energie, Personal |
| Landesrat                                               |      | Heinrich Schellhorn |        | Grüne  | Soziales, Pflege, Kultur, Volkskultur, Museen |
| Vorzeitig ausgeschiedene Mitglieder der Landesregierung |      |                     |        |        | |
| Landesrat                                               |      | Hans Mayr           |        | SBG    | Verkehr, Infrastruktur, Wohnbau; bis 30. Jänner 2018, Nachfolgerin Brigitta Pallauf                                                                                  |